# Дубовський сільський округ
Ду́бовський сільський округ (каз. Дубов ауылдық округі, рос. Дубовский сельский округ) — адміністративна одиниця у складі Абайського району Карагандинської області Казахстану. Адміністративний центр — село Дубовка.
Населення — 3702 особи (2021; 3993 у 2009, 3843 у 1999, 4719 у 1989).
Станом на 1989 рік існувала Дубовська сільська рада (села Алабас, Дубовка, Новостройка) ліквідованого Тельманського району. Село Алабас було ліквідовано 2007 року. До 2016 року сільський округ перебував у складі Бухар-Жирауського району, після чого був розділений між Абайським районом (село Дубовка) та Уштобинським сільським округом Бухар-Жирауського району (село Новостройка).

## Склад
До складу округу входять такі населені пункти:
| Населений пункт | Населення, осіб (1989) | Населення, осіб (1999) | Населення, осіб (2009) | Населення, осіб (2021) |
| --------------- | ---------------------- | ---------------------- | ---------------------- | ---------------------- |
| Алабас, село    | 118                    | 47                     | -                      | -                      |
| Дубовка, село   | 4601                   | 3796                   | 3993                   | 3702                   |